# Ōkami-san
Ōkami-san (オオカミさん, Ōkami-san) est une série de light novel japonaise écrite par Masashi Okita et illustrée par Unaji, à l'exception du dernier volume où les dessins sont assurés par zpolice. ASCII Media Works a publié le premier light novel le 10 août 2006 sous la marque Dengeki Bunko. Une adaptation en série télévisée d'animation par J. C. Staff est diffusée entre juillet et septembre 2010 sur AT-X. En dehors du Japon, les droits de licence sont détenus par Funimation Entertainment, Madman Entertainment, Manga Entertainment respectivement pour l'Amérique du Nord, l'Australasie, et la Grande-Bretagne.

## Synopsis
La Banque d'Otogi (御伽銀行, Otogi Ginkō) est un club du lycée de la ville d'Otogibana dont l'activité consiste à rendre divers services aux autres lycéens, après quoi ces derniers contractent une dette qu'ils devront rembourser au club à n'importe quel moment et sous différentes formes. Parmi les membres du club, on compte notamment la belle et farouche Ryoko Ōkami, véritable garçon manqué qui n'hésite pas à passer au travers des problèmes lorsqu'ils se présentent. Un soir, à la suite d'une affaire aux circonstances particulières, Ryoko rencontre un de ses admirateurs les plus intimes, Ryōshi Morino, qui lui déclare tant bien que mal sa flamme... pour se faire rejeter quasi immédiatement sous prétexte de son allure chétive. Malgré ce cuisant échec, Ryōshi finit par devenir un membre de la Banque d'Otogi, bien déterminé à prouver sa valeur à l'amour de sa vie. Celle qu'on surnomme Ōkami-san est-elle vraiment si insensible qu'elle n'y paraît ?

## Personnages

### Banque d'Otogi
Ryoko Ōkami (大神 涼子, Ōkami Ryōko)
Voix japonaise : Shizuka Itō
Une lycéenne au comportement double, comme le suggère son nom (ōkami pouvant être traduit par « loup » ou « grande déesse » selon les kanjis 狼 ou 大神). Ryoko affiche un comportement rebelle, froid, très masculin voir dissuasif en façade, mais se révèle être en réalité une fille sensible et attentionnée qui n'hésite pas à porter secours à toute personne en détresse. Sportive, elle pratique la boxe et est équipée de mitaines nommés « Neko Neko », sortes de poings américains spéciaux fabriquée par Majolica le Fay. Parallèlement, elle aime beaucoup lire des histoires romantiques, passion qu'elle tient absolument à garder secrète aux yeux des autres. Il ne s'agit pas que d'un comportement typique de tsundere, en effet la jeune fille cache un triste passé issu d'un rencard avec Shirō, un lycéen de son ancien établissement qui a failli la piéger dans un rapport non consentant. Après l'incident, ce dernier a répandu de fausses rumeurs visant à salir l'image de Ryoko, ce qui a donc entraîné le transfert de celle-ci au lycée d'Otogibana.
Ryōshi Morino (森野 亮士, Morino Ryōshi)
Voix japonaise : Miyu Irino
Un camarade de classe de Ryoko et Ringo. De nature timide, Ryōshi est un garçon qui se montre très discret, mais pas pour autant asocial. Il ne cherche pas à éviter ses camarades mais conserve toujours une certaine distance avec eux, à l'exception de Ryoko dont il est tombé sous le charme après avoir discerné sa véritable personnalité. Ayant grandi à la campagne et n'étant pas très entouré, Ryōshi a développé une scopophobie qui lui fait perdre tous ses moyens quand on le regarde dans les yeux. Néanmoins, il a également acquis une grande habileté au tir à la fronde grâce à l'expérience de son grand-père (Mori no ryōshi signifiant littéralement « chasseur de la forêt »). Bien qu'étant assez peureux à première vue, Ryōshi peut faire preuve de bravoure et changer radicalement d'attitude quand la situation l'impose, particulièrement lorsque Ryoko est en danger.
Ringo Akai (赤井 林檎, Akai Ringo)
Voix japonaise : Kanae Itō
La plus proche amie de Ryoko. Elle s'occupe du recrutement au sein de la Banque d'Otogi. C'est la première à avoir réussi à approcher puis cerner la personnalité de Ryoko, qui était au départ complètement emmurée dans sa solitude. S'étant chacune racontée leur passé, une relation de confiance s'est vite installée entre les deux jeunes filles. À l'instar de son amie, Ringo a aussi des soucis, sauf qu'elle les dissimule par le sourire et la bonne humeur. Son personnage est en apparence basé sur le Petit Chaperon rouge du conte éponyme, en revanche son comportement taquin, voir manipulateur (surtout quand il s'agit d'arranger la vie amoureuse de Ryoko) la rapproche plus de la pomme empoisonnée du le conte de Blanche-Neige (Akai ringo signifiant « pomme rouge »). Cet élément est parfois évoqué par la narratrice ou les autres personnages.
Liszt Kiriki (桐木 リスト, Kiriki Risuto)
Voix japonaise : Hirofumi Nojima
Le président de la Banque d'Otogi, décontracté, astucieux, et plein de ressources. Il se déguise parfois, que ce soit en garçon ou en fille, afin d'aller rassembler des informations. Son personnage est basé sur la Cigale de la fable de La Cigale et la Fourmi (kirigirisu signifiant « sauterelle »).
Alice Kiriki (桐木 アリス, Kiriki Arisu)
Voix japonaise : Yui Horie
La cousine de Liszt et la secrétaire du club. Elle s'occupe de la paperasse et prend les requêtes des autres lycéens. Son personnage est basé sur la Fourmi (ari) de la fable précédemment citée.
Tarō Urashima (浦島 太郎, Urashima Tarō)
Voix japonaise : Shintarō Asanuma (en)
Un lycéen en 1re année comme tous les membres de la Banque d'Otogi, il a par contre une année de plus qu'eux « pour certaines raisons ». Il se comporte comme un playboy et flirte parfois avec d'autres filles, s'attirant ainsi les foudres de sa petite amie, Otohime, qui se permet souvent de le « corriger » d'une manière très suggérée tout le long de l'anime. Tarō entre parfois en « mode gentleman », arborant sourire blanc tout en fracassant ses adversaires. Son personnage est directement tiré du protagoniste du conte japonais d'Urashima Tarō.
Otohime Ryūgū (竜宮 乙姫, Ryūgū Otohime)
Voix japonaise : Aki Toyosaki
Une fille qui aime passionnément Tarō depuis l'école primaire. C'est grâce à lui qu'elle a eu la motivation de changer, passant d'une petite fille rondouillarde et harcelée à une fine beauté. Son personnage est basé à la fois sur la princesse Otohime du conte d'Urashima Tarō, mais aussi sur la Tortue dans la fable du Lièvre et de la Tortue, comme le montre sa relation avec une de ses anciennes camarades de classe, Mimi Usami, qui la surnommait « tortue » à cause de sa lenteur.
Otsū Tsurugaya (鶴ヶ谷 おつう, Tsurugaya Otsū)
Voix japonaise : Ayako Kawasumi
La maid du club. Lorsqu'elle était enfant, elle évita de justesse de se faire écraser par une voiture grâce à un garçon qui se sacrifia à sa place. Depuis ce jour, elle a pour obsession de retourner immédiatement et excessivement les faveurs aux gens auxquels elle en doit une. Son personnage est basé sur la Grue du conte japonais Tsuru no Ongaeshi (en).
Majolica le Fay (マジョーリカ・ル・フェイ, Majōrika Ru Fei)
Voix japonaise : Kimiko Koyama (en)
On l'appelle Majo pour faire plus court. Savant-fou autoproclamée, elle s'occupe de fournir toute forme de matériel aux membres de la Banque d'Otogi, dont les fameuses mitaines « Neko Neko » de Ryoko. Son personnage est basé sur la fée Morgane, prenant à la fois le rôle de fée marraine.

### Personnages secondaires
Momoko Kibitsu (吉備津 桃子, Kibitsu Momoko)
Voix japonaise : Yūko Kaida
Surnommée Momo-chan-senpai, elle fait partie du comité disciplinaire du lycée d'Otogi. C'est une bisexuelle qui utilise ses « quenelles » pour obtenir l'assistance de garçons naïfs. Il lui arrive de faire des clins d'œil à Ryoko, qui essaie de l'éviter autant que possible. Elle est souvent accompagnée de trois lycéens dont l'apparence rappelle un singe, un chien et un faisant, compagnons de voyage de Momotarō de la légende éponyme.
Yukime Murano (村野 雪女, Murano Yukime)
Voix japonaise : Hitomi Nabatame (en)
La tante de Ryōshi. C'est une romancière qui écrit des histoires d'amour sous le nom de plume de « Yuki », histoires qui s'avèrent être les préférées de Ryoko. Elle est la propriétaire d'une maison de cohabitat dans laquelle habite entre autres Ryōshi. Son personnage est basé sur la légende japonaise de la Yuki-onna.
Mimi Usami (宇佐見 美々, Usami Mimi)
Voix japonaise : Rie Kugimiya
Une camarade de primaire de Tarō et Otohime, qu'elle a retrouvés au lycée. C'est à cause d'elle qu'Otohime s'est vu attribuer le surnom de « tortue ». Son personnage est basé sur le Lièvre de la fable du Lièvre et de la Tortue.
Ami Jizō (地蔵 亜美, Jizō Ami)
Voix japonaise : Mikako Takahashi
Une lycéenne en 2e année qui a demandé de l'aide à la Banque d'Otogi pour surmonter sa timidité lors d'un rendez-vous amoureux. Avec l'assistance de Ringo, Ryoko et Ryōshi furent conviés à ce double rencard, afin de montrer l'exemple. Le personnage d'Ami est basé sur le Jizō de la légende folklorique japonaise Kasajizō.
Ranpu Aragami (荒神 洋燈, Aragami Ranpu)
Voix japonaise : Atsushi Ono (en)
Le principal du lycée d'Otogi. Il accorde des privilèges à la banque d'Otogi, en échange de certains « services ». Son personnage est apparenté au génie de la lampe du conte d'Aladin.
Shirō Hitsujikai (羊飼 士狼, Hitsujikai Shirō)
Voix japonaise : Junichi Suwabe
Le principal antagoniste de la série. Il est le tout nouveau président du conseil des élèves du lycée d'Onigashima. Calme et distingué en apparence, Shirō est un sadique dans l'âme qui se nourrit désespoir de ses victimes. Son personnage est basé sur deux sources d'époque différente : la plus ancienne étant la fable du Berger mauvais plaisant (plus connue sous le nom du Garçon qui criait au loup) d'Ésope, la plus antérieure relevant du verset 15 du chapitre 7 (15:7) de l'Évangile selon Matthieu. Il représente à la fois celui qui répand les fausses rumeurs et celui qui se déguise, à savoir que le kanji 狼(Rō) se traduit par « loup ».
Himeno Shirayuki (白雪 姫乃, Shirayuki Himeno)
Voix japonaise : Yukari Fukui (en)
La demi-sœur de Ringo, elle a aussi sept autres frères et sœurs (présumé être des septuplés) et montre de l'affection à tous. Lors du remariage de son père avec la mère de Ringo, Himeno a été obligé de quitter sa maison, ce qui a beaucoup fait culpabiliser Ringo. Son personnage est basé sur Blanche-Neige (Shirō voulant dire « blanc », yuki pouvant être traduit par « neige »), ses frères et sœurs ayant le rôle des sept nains.
Saburō Nekomiya (猫宮 三郎, Nekomiya Saburō)
Voix japonaise : Yūki Kaji
Un lycéen en 3e année au lycée d'Otogi, la narratrice le décrit comme un « beau garçon ». Bien informé sur les activités de la Banque d'Otogi, il s'est confié la mission d'entraîner physiquement et mentalement Ryōshi, pile au moment où la situation de Ryoko n'allait pas tarder à devenir critique. Ses raisons sont, premièrement, qu'il a autrefois été aidé par cette dernière mais n'a pas pu lui rendre la pareille lorsqu'elle en avait besoin, et, deuxièmement, qu'il admire personnellement le courage de Ryōshi à faire face à Ryoko malgré sa scopophobie tout comme il fait face à l'adversité. Le personnage de Saburō est basé sur le Chat botté, neko signifiant « chat ».
Machiko Himura (火村 真知子, Himura Machiko)
Voix japonaise : Satomi Satō
Une camarade de classe de Ryoko, Ryōshi, et Ringo. Son père étant endetté, elle enchaîne les petits boulots pour l'aider à rembourser sa dette. Un jour, à la fin de sa journée de travail, elle aperçoit Ryōshi sortir ses deux chiens et pense que celui-ci est un riche héritier au vu de la dimension de la maison. Elle tente alors de le séduire, planifiant de se marier avec lui. Plus tard, Ryōshi découvre la supercherie mais décide quand-même de la protéger de ses débiteurs et l'aide même à sortir de sa précarité. Machiko finit par tomber vraiment amoureux de Ryōshi et demande alors à Ryoko quels sont ses sentiments envers lui. Le personnage de Machiko, dont la sonorité rappelle le mot anglais match signifiant « allumette », est apparenté à celui du conte de La Petite Fille aux allumettes.
La Narratrice
Voix japonaise : Satomi Arai
Pendant tout l'anime, la narratrice fait toutes sortes de remarques humoristiques, voire sarcastiques envers les personnages, personnages qui brisent alors le quatrième mur pour lui renvoyer leur mépris.

## Production et supports

### Light novel
Ōkami-san est composée de treize volumes édités par ASCII Media Works sous la marque de publication Dengeki Bunko. Ces derniers sont sortis entre le 10 août 2006 et le 8 avril 2017.

#### Liste des volumes
| no | Japonais | Japonais          | Japonais          |
| no | Titre | Date de sortie    | ISBN              |
| -- | --- | ----------------- | ----------------- |
| 1  | Ōkami-san to shichinin no nakama-tachi (オオカミさんと七人の仲間たち)                                                          | 10 août 2006      | 4-8402-3524-4     |
| 2  | Ōkami-san to Otsū senpai no ongaeshi (オオカミさんとおつう先輩の恩返し)                                                        | 10 décembre 2006  | 4-8402-3643-7     |
| 3  | Ōkami-san to “kasa” Jizō-san no koi (オオカミさんと“傘”地蔵さんの恋)                                                           | 10 avril 2007     | 978-4-8402-3806-9 |
| 4  | Ōkami-san to matchiuri janaikedo fukōna shōjo (オオカミさんとマッチ売りじゃないけど不幸な少女)                                 | 10 octobre 2007   | 978-4-8402-4024-6 |
| 5  | Ōkami-san to doku ringo ga kikanai Shirayukihime (オオカミさんと毒りんごが効かない白雪姫)                                      | 10 février 2008   | 978-4-8402-4160-1 |
| 6  | Ōkami-san to naga būtsu o haita aniki na neko (オオカミさんと長ブーツを履いたアニキな猫)                                       | 10 juillet 2008   | 978-4-04-867134-7 |
| 7  | Ōkami-san to sentaku-chū no tennyo no hagoromo (オオカミさんと洗濯中の天女の羽衣)                                              | 10 janvier 2009   | 978-4-04-867464-5 |
| 8  | Ōkami-san to tottemo otomena bunbukuchagama (オオカミさんととっても乙女な分福茶釜)                                             | 10 mai 2009       | 978-4-04-867822-3 |
| 9  | Ōkami-san to supin'ofu: Jizō-san to chotto kawatta Nihon koihana (オオカミさんとスピンオフ 地蔵さんとちょっと変わった日本恋話) | 10 septembre 2009 | 978-4-04-868015-8 |
| 10 | Ōkami-san to okashina ie no jūnin-tachi (オオカミさんとおかしな家の住人たち)                                                   | 10 janvier 2010   | 978-4-04-868279-4 |
| 11 | Ōkami-san to ￮ ningen ni naritai Pinokkio (オオカミさんと○人間になりたいピノッキオ)                                            | 10 juillet 2010   | 978-4-04-868645-7 |
| 12 | Ōkami-san to Ryōji-kun to takusan no nakama-tachi (オオカミさんと亮士くんとたくさんの仲間たち)                                 | 10 janvier 2011   | 978-4-04-870130-3 |
| 13 | Ōkami-san to happīendo no ato no o hanashi (オオカミさんとハッピーエンドのあとのおはなし)                                      | 8 avril 2017      | 978-4-04-869268-7 |

### Manga
Une adaptation manga, illustrée par Kurumi SuzuShirō et intitulée Ōkami-san to Shichinin no Nakamatachi (オオカミさんと七人の仲間たち, litt. « Ōkami-san et ses sept compagnons ») sortait mensuellement dans le Dengeki Daioh d'ASCII Media Works, entre avril 2010 et octobre 2012. Le premier volume tankōbon parut le 27 septembre 2010, enfin, le quatrième fut publié le 27 novembre 2012.

#### Liste des volumes
| no | Japonais          | Japonais          |
| no | Date de sortie    | ISBN              |
| -- | ----------------- | ----------------- |
| 1  | 27 septembre 2010 | 978-4-04-868914-4 |
| 2  | 27 mai 2011       | 978-4-04-870532-5 |
| 3  | 27 janvier 2012   | 978-4-04-886281-3 |
| 4  | 27 novembre 2012  | 978-4-04-891192-4 |

### Anime
La série anime, qui porte le même nom que l'adaptation manga, est réalisée par le studio d'animation japonaise J.C.Staff puis diffusée du 1er juillet au 17 septembre 2010. La chanson de l'opening, intitulée Ready go ! (litt. « Prêt ? Partez ! »), est produite par Akimitsu Honma (ja) et interprétée par May'n tandis que l'ending, Akazukin-chan goyōjin (赤頭巾ちゃん御用心, litt. « Prends garde Akazukin-chan »), est réalisé par OTogi8. Lors de l'Otakon 2010, le distributeur nord américain Funimation Entertainment a annoncé avoir acquis les droits de licences de l'anime puis a débuté le streaming de la série sur son portail vidéo avant de sortir sa version DVD le 3 avril 2012. Enfin, la série fait son apparition sur la télévision américaine le 10 septembre 2012 sur Funimation Channel (en).

#### Liste des épisodes
| No | Titre français                                                                              | Titre japonais                                         | Titre japonais                                                     | Date de 1re diffusion |
| No | Titre français                                                                              | Kanji                                                  | Rōmaji                                                             | Date de 1re diffusion |
| -- | ------------------------------------------------------------------------------------------- | ------------------------------------------------------ | ------------------------------------------------------------------ | --------------------- |
| 1  | Ōkami-san et ses amis de la Banque d'Otogi                                                  | おおかみさんと御伽銀行の仲間たち                       | Ōkami-san to Otogi Ginkō no nakama-tachi                           | 1er juillet 2010      |
| 2  | Ōkami-san et Ryōshi-kun les menteurs                                                        | うそつきおおかみさんと亮士くん                         | Usotsūki Ōkami-san to Ryōshi-kun                                   | 8 juillet 2010        |
| 3  | Ōkami-san prise dans la terrible bataille entre le Lièvre et la Tortue                      | おおかみさんうさぎとかめの醜い争いに巻き込まれる       | Ōkami-san usagi to kame no minikui arasoi ni makikomareru          | 15 juillet 2010       |
| 4  | Ōkami-san et les retours de faveurs d'Otsū-senpai                                           | おおかみさんとおつう先輩の恩返し                       | Ōkami-san to Otsū-senpai no ongaeshi                               | 22 juillet 2010       |
| 5  | Ōkami-san part à la chasse aux démons avec Momo-chan-senpai                                 | おおかみさん桃ちゃん先輩と鬼退治に行く                 | Ōkami-san Momo-chan-senpai to oni-taiji ni yuku                    | 29 juillet 2010       |
| 6  | Ōkami-san et le petit Chaperon rouge. Oh, et Ryōshi-kun.                                    | おおかみさんと赤ずきんちゃん、ついでに亮士くん         | Ōkami-san to Akazukin-chan, tsuide ni Ryōshi-kun                   | 5 août 2010           |
| 7  | Ōkami-san a un double rencard avec Jizō-san                                                 | おおかみさん地蔵さんとダブルデートする                 | Ōkami-san Jizō-san to daburu dēto suru                             | 12 août 2010          |
| 8  | Ōkami-san aide la Souris à trouver une épouse & les Cochons devraient être traités comme ça | おおかみさんとねずみの嫁探しとやっぱり豚はこういう扱い | Ōkami-san to nezumi no yomesagashi to yappari buta wa kōiu atsukai | 19 août 2010          |
| 9  | Ōkami-san et Blanche-Neige sur qui la pomme empoisonnée n'a pas marché                      | おおかみさんと毒りんごが効かない白雪姫                 | Ōkami-san to doku-ringo ga kikanai Shirayuki-Hime                  | 26 août 2010          |
| 10 | Ōkami-san et le plus long jour de la Banque d'Otogi                                         | おおかみさんと御伽銀行のすごく長い一日                 | Ōkami-san to Otogi Ginkō no sugoku nagai ichinichi                 | 2 septembre 2010      |
| 11 | Ōkami-san et le Loup déguisé en mouton                                                      | おおかみさんと羊の毛皮を着た狼                         | Ōkami-san to hitsuji no kegawa o kita ōkami                        | 9 septembre 2010      |
| 12 | Ōkami-san et la Fille qui n'est pas vendeuse d'allumettes mais qui est tout de même pauvre  | おおかみさんとマッチ売りじゃないけど不幸な少女         | Ōkami-san to matchiuri janaikedo fukōna shōjo                      | 16 septembre 2010     |

### Sources
1. ↑  (en) « Ōkami-san and Her Seven Companions Collection », sur madman.com.au, 2 janvier 2017 (consulté le 4 décembre 2018)
2. ↑  (en) « DVD Review: Ōkami-san and Her Seven Companions – The Complete Series », sur animeblurayuk.wordpress.com (consulté le 4 décembre 2018)
3. 1 2 3 4 5 6 7 8 9 10 11 12 13 14 15 16 17 18 19  (en) « Ōkami-san & Her Seven Companions (TV) », sur Anime News Network (consulté le 4 décembre 2018)
4. ↑  « Étymologie et croyances autour de ōkami, le loup-dieu japonais », sur kotoba.fr
5. ↑  « Kasajizō, la légende des six statues sacrées », sur nautiljon.com (consulté le 4 décembre 2018)
6. ↑  (en) « Dengeki Bunko », sur lndb.info (consulté le 4 décembre 2018)
7. ↑  (ja) « オオカミさんと七人の仲間たち / 沖田 雅 のコミック基本情報/発売日 », sur ckworks.jp (consulté le 4 décembre 2018)
8. ↑  (en) « Ready Go! / May'n », sur vgmdb.net (consulté le 4 décembre 2018)
9. ↑  « Akazukin-chan Goyoujin / OToGi8 », sur vgmdb.net (consulté le 4 décembre 2018)
10. ↑  (en) « Ōkami-san and Her Seven Companions Cast Announcement », sur funimation.com (consulté le 4 décembre 2018)
11. ↑  (en) « September 13, 2012 Program information », sur funimationchannel.com (consulté le 4 décembre 2018)

### Œuvres
Issu de (ja) « AMW｜雑誌・書籍検索 », sur asciimw.jp (consulté le 4 décembre 2018)
Light novel
1. 1 2  « 『オオカミさんと七人の仲間たち』 »
2. 1 2  « 『オオカミさんとおつう先輩の恩返し』 »
3. 1 2  « 『オオカミさんと “傘” 地蔵さんの恋』 »
4. 1 2  « 『オオカミさんとマッチ売りじゃないけど不幸な少女』 »
5. 1 2  « 『オオカミさんと毒りんごが効かない白雪姫』 »
6. 1 2  « 『オオカミさんと長ブーツを履いたアニキな猫』 »
7. 1 2  « 『オオカミさんと洗濯中の天女の羽衣』 »
8. 1 2  « 『オオカミさんととっても乙女な分福茶釜』 »
9. 1 2  « 『オオカミさんとスピンオフ　地蔵さんとちょっと変わった日本恋話』 »
10. 1 2  « 『オオカミさんとおかしな家の住人たち』 »
11. 1 2  « 『オオカミさんと○人間になりたいピノッキオ』 »
12. 1 2  « 『オオカミさんと亮士くんとたくさんの仲間たち』 »
13. 1 2  « 『オオカミさんとハッピーエンドのあとのおはなし』 »

Manga
1. 1 2  « 『オオカミさんと七人の仲間たち（1） »
2. 1 2  « 『オオカミさんと七人の仲間たち（2）』 »
3. 1 2  « 『オオカミさんと七人の仲間たち（3）』 »
4. 1 2  « 『オオカミさんと七人の仲間たち（4）』 »